# Валерій Едітуй
Валерій Едітуй (I ст. до н.е.) — давньоримський поет, майстер епіграми.

## Життєпис
Про нього практично немає відомостей. Ймовірно був вільновідпущеником. Відомий завдяки праці Авла Геллія. Валерій Едітуй писав здебільшого епіграми еротичного змісту. Дотепер відомо лише про дві з них. Визначаються гарною будовою й характером. В них помітний вплив грецьких епіграмістів.